# Giro di Campania 1975
Il Giro di Campania 1975, quarantatreesima edizione della corsa, si svolse il 27 marzo 1975 su un percorso di 200 km. La vittoria fu appannaggio dell'italiano Giancarlo Bellini, che completò il percorso in 5h17'09", precedendo i connazionali Wladimiro Panizza e Costantino Conti. Inizialmente giunti rispettivamente secondo e terzo furono Luciano Conati e Giovanni Battaglin, successivamente squalificati causa doping. 

## Ordine d'arrivo (Top 10)
| Pos. | Corridore                | Squadra            | Tempo    |
| ---- | ------------------------ | ------------------ | -------- |
| 1    | Giancarlo Bellini        | Brooklyn           | 5h17'09" |
| SQ   | Luciano Conati           | Scic               | a 40"    |
| SQ   | Giovanni Battaglin       | Jollj Ceramica     | s.t.     |
| 2    | Wladimiro Panizza        | Brooklyn           | s.t.     |
| 3    | Costantino Conti         | Furzi-F.T.         | s.t.     |
| 4    | Giuseppe Perletto        | Magniflex          | s.t.     |
| 5    | Mario Fraccaro           | -                  | a 1'27"  |
| 6    | Marcello Bergamo         | Jollj Ceramica     | a 1'48"  |
| 7    | Italo Zilioli            | Magniflex          | s.t.     |
| 8    | Felice Gimondi           | Bianchi-Campagnolo | s.t.     |
| 9    | Gianbattista Baronchelli | Scic               | s.t.     |
| 10   | Francesco Moser          | Filotex            | s.t.     |